# Elezioni amministrative in Grecia del 2019
Le elezioni amministrative in Grecia del 2019 si tennero il 26 maggio, contestualmente alle elezioni europee. Furono chiamate al voto le 13 regioni e i 325 comuni.

## Elezioni regionali

### Macedonia Orientale e Tracia
| Candidato               | Partiti  | I turno | I turno | I turno | II turno | II turno |
| Candidato               | Partiti  | Voti    | %       | Seggi   | Voti     | %        |
| ----------------------- | -------- | ------- | ------- | ------- | -------- | -------- |
| Christos Metios         | ND       | 109.387 | 34,39   | 17      | 121.997  | 50,77    |
| Christodoulos Topsidis  | -        | 97.509  | 30,66   | 16      | 118.301  | 49,23    |
| Konstantinos Katsimigas | SYRIZA   | 40.436  | 12,71   | 6       |          |          |
| Konstantinos Simitsis   | KINAL    | 33.812  | 10,63   | 5       |          |          |
| Dimitris Papatolidis    | KKE      | 16.434  | 5,17    | 3       |          |          |
| Eleftherios Nikolaidis  | XA       | 11.521  | 3,62    | 2       |          |          |
| Theodoros Perentidis    | ANTARSYA | 4.685   | 1,47    | 1       |          |          |
| Andreas Karagiorgis     | -        | 4.273   | 1,34    | 1       |          |          |
| Totale                  | Totale   | 318.057 |         | 51      | 240.298  |          |

### Macedonia Centrale
| Candidato                      | Partiti  | Voti    | %     | Seggi |
| ------------------------------ | -------- | ------- | ----- | ----- |
| Apostolos-Ioannis Tzitzikostas | ND       | 571.722 | 62,04 | 44    |
| Christos Giannoulis            | SYRIZA   | 105.798 | 11,48 | 8     |
| Christos Papastergiou          | KINAL    | 66.561  | 7,22  | 5     |
| Sotirios Avramopoulos          | KKE      | 52.288  | 5,67  | 4     |
| Nikolaos Chrysomallis          | XA       | 35.255  | 3,83  | 3     |
| Filippos Gkanoulis             | OP       | 29.198  | 3,17  | 2     |
| Gavriil Avramidis              | -        | 19.620  | 2,13  | 2     |
| Despoina Charalampidou         | LAE      | 18.240  | 1,98  | 1     |
| Athanasios Agapitos            | ANTARSYA | 16.993  | 1,84  | 1     |
| Dimitrios Vanis                | -        | 5.927   | 0,64  | 1     |
| Totale                         | Totale   | 921.602 |       | 71    |

### Macedonia Occidentale
| Candidato            | Partiti  | Voti    | %     | Seggi |
| -------------------- | -------- | ------- | ----- | ----- |
| Georgios Kasapidis   | ND       | 94.105  | 52,13 | 21    |
| Theodoros Karypidis  | SYRIZA   | 43.781  | 24,25 | 10    |
| Georgia Zempiliadou  | KINAL    | 27.556  | 15,26 | 6     |
| Athanasios Chastas   | KKE      | 8.699   | 4,82  | 2     |
| Christos Savvoulidis | XA       | 3.705   | 2,05  | 1     |
| Stefanos Prassos     | ANTARSYA | 2.673   | 1,48  | 1     |
| Totale               | Totale   | 180.519 |       | 41    |

### Epiro
| Candidato                 | Partiti  | Voti    | %     | Seggi |
| ------------------------- | -------- | ------- | ----- | ----- |
| Alexandros Kachrimanis    | ND       | 118.931 | 57,08 | 29    |
| Georgios Zapsas           | SYRIZA   | 30.963  | 14,86 | 7     |
| Spyridon Rizopoulos       | -        | 20.350  | 9,77  | 5     |
| Dimitrios Dimitriou       | KINAL    | 16.461  | 7,90  | 4     |
| Georgios Prentzas         | KKE      | 12.593  | 6,04  | 3     |
| Nikolaos Zikos            | ANTARSYA | 3.767   | 1,81  | 1     |
| Konstantinos Noutsopoulos | LAE      | 2.799   | 1,34  | 1     |
| Konstantinos Anagnostou   | XA       | 2.503   | 1,20  | 1     |
| Totale                    | Totale   | 208.367 |       | 51    |

### Tessaglia
| Candidato               | Partiti        | Voti    | %     | Seggi |
| ----------------------- | -------------- | ------- | ----- | ----- |
| Konstantinos Agorastos  | ND             | 233.378 | 55,75 | 28    |
| Nikolaos Tsilimigkas    | SYRIZA - KINAL | 105.310 | 25,16 | 13    |
| Anastasios Tsiaples     | KKE            | 29.267  | 6,99  | 4     |
| Dimitrios Kouretas      | -              | 22.677  | 5,42  | 3     |
| Maria Billi-Tsitse      | XA             | 10.603  | 2,53  | 1     |
| Athanasios Akrivos      | -              | 7.426   | 1,77  | 1     |
| Efstathios Ntouros      | ANTARSYA       | 5.933   | 1,42  | 1     |
| Konstantinos Delimitros | LAE            | 4.016   | 0,96  | -     |
| Totale                  | Totale         | 418.610 |       | 51    |

### Isole Ionie
| Candidato                  | Partiti  | I turno | I turno | I turno | II turno | II turno |
| Candidato                  | Partiti  | Voti    | %       | Seggi   | Voti     | %        |
| -------------------------- | -------- | ------- | ------- | ------- | -------- | -------- |
| Rodi Kratsa-Tsagkaropoulou | ND       | 32.543  | 29,55   | 12      | 50.210   | 60,20    |
| Theodoros Galiatsatos      | SYRIZA   | 24.369  | 22,13   | 9       | 33.199   | 39,80    |
| Spyridon Spyrou            | -        | 20.269  | 18,41   | 7       |          |          |
| Alexandra Balou            | KKE      | 13.125  | 11,92   | 5       |          |          |
| Alexandros Alexakis        | KINAL    | 9.674   | 8,79    | 4       |          |          |
| Ioannis Aivatidis          | XA       | 4.495   | 4,08    | 2       |          |          |
| Stefanos Samoilis          | LAE      | 3.525   | 3,20    | 1       |          |          |
| Varvara (Vera) Koronaki    | ANTARSYA | 2.118   | 1,92    | 1       |          |          |
| Totale                     | Totale   | 110.118 |         | 41      | 83.409   |          |

### Grecia Occidentale
| Candidato                     | Partiti        | I turno | I turno | I turno | II turno | II turno |
| Candidato                     | Partiti        | Voti    | %       | Seggi   | Voti     | %        |
| ----------------------------- | -------------- | ------- | ------- | ------- | -------- | -------- |
| Nektarios Farmakis            | ND             | 143.772 | 36,98   | 19      | 167.980  | 56,38    |
| Apostolos Katsifaras          | SYRIZA - KINAL | 128.027 | 32,93   | 17      | 129.966  | 43,62    |
| Konstantinos Spiliopoulos     | -              | 47.577  | 12,24   | 6       |          |          |
| Nikolaos Karathanasopoulos    | KKE            | 31.296  | 8,05    | 4       |          |          |
| Vasileios Chatzilamprou       | LAE            | 12.786  | 3,29    | 2       |          |          |
| Andreas Nikolakopoulos        | XA             | 10.391  | 2,67    | 1       |          |          |
| Konstantinos Papakonstantinou | OP             | 9.583   | 2,46    | 1       |          |          |
| Christos Kosinas              | ANTARSYA       | 5.382   | 1,38    | 1       |          |          |
| Totale                        | Totale         | 388.814 |         | 51      | 297.946  |          |

### Grecia Centrale
| Candidato              | Partiti  | I turno | I turno | I turno | II turno | II turno |
| Candidato              | Partiti  | Voti    | %       | Seggi   | Voti     | %        |
| ---------------------- | -------- | ------- | ------- | ------- | -------- | -------- |
| Fanis Spanos           | ND       | 126.819 | 39,77   | 20      | 122.031  | 52,39    |
| Apostolos Gkletsos     | -        | 75.978  | 23,82   | 12      | 110.904  | 47,61    |
| Dimitrios Anagnostakis | SYRIZA   | 45.106  | 14,14   | 7       |          |          |
| Katerina Batzeli       | KINAL    | 36.196  | 11,35   | 6       |          |          |
| Konstantinos Basdekis  | KKE      | 17.822  | 5,59    | 3       |          |          |
| Charalampos Giotis     | XA       | 7.956   | 2,49    | 1       |          |          |
| Antonios Voulgaris     | LAE      | 4.610   | 1,45    | 1       |          |          |
| Niki Polyzoi           | ANTARSYA | 4.420   | 1,39    | 1       |          |          |
| Totale                 | Totale   | 318.907 |         | 51      | 232.935  |          |

### Attica
| Candidato                   | Partiti  | I turno   | I turno | I turno | II turno  | II turno |
| Candidato                   | Partiti  | Voti      | %       | Seggi   | Voti      | %        |
| --------------------------- | -------- | --------- | ------- | ------- | --------- | -------- |
| Georgios Patoulis           | ND       | 599.872   | 37,63   | 38      | 727.592   | 65,75    |
| Eirini (Rena) Dourou        | SYRIZA   | 314.395   | 19,72   | 20      | 379.079   | 34,25    |
| Ioannis Sgouros             | KINAL    | 277.485   | 17,40   | 17      |           |          |
| Ioannis Protoulis           | KKE      | 132.066   | 8,28    | 8       |           |          |
| Ilias Panagiotaros          | XA       | 89.102    | 5,59    | 6       |           |          |
| Georgios Dimitriou          | -        | 44.694    | 2,80    | 3       |           |          |
| Glafkos-Athanasios Tzimeros | -        | 42.584    | 2,67    | 3       |           |          |
| Nikolaos Papadakis          | -        | 28.568    | 1,79    | 2       |           |          |
| Kostantinos Toulgaridis     | ANTARSYA | 28.204    | 1,77    | 2       |           |          |
| Mariana Tsichli             | -        | 21.794    | 1,37    | 1       |           |          |
| Andreas Kourtis             | LAE      | 15.564    | 0,98    | 1       |           |          |
| Totale                      | Totale   | 1.594.328 |         | 101     | 1.106.671 |          |

### Peloponneso
| Candidato             | Partiti  | I turno | I turno | I turno | II turno | II turno |
| Candidato             | Partiti  | Voti    | %       | Seggi   | Voti     | %        |
| --------------------- | -------- | ------- | ------- | ------- | -------- | -------- |
| Panagiotis Nikas      | ND       | 118.162 | 33,61   | 17      | 137.374  | 53,52    |
| Petros Tatoulis       | -        | 119.877 | 34,10   | 17      | 119.291  | 46,48    |
| Georgios Dedes        | SYRIZA   | 51.484  | 14,65   | 8       |          |          |
| Ioannis Bountroukas   | KINAL    | 16.296  | 4,64    | 2       |          |          |
| Nikolaos Gontikas     | KKE      | 16.261  | 4,63    | 2       |          |          |
| Athanasios Petrakos   | LAE      | 9.876   | 2,81    | 2       |          |          |
| Dimitrios Tzempetzis  | XA       | 9.554   | 2,72    | 1       |          |          |
| Dimitra Lymperopoulou | OP       | 5.185   | 1,48    | 1       |          |          |
| Panagiotis Katsaris   | ANTARSYA | 4.825   | 1,37    | 1       |          |          |
| Totale                | Totale   | 351.520 |         | 51      | 256.665  |          |

### Egeo Settentrionale
| Candidato               | Partiti  | I turno | I turno | I turno | II turno | II turno |
| Candidato               | Partiti  | Voti    | %       | Seggi   | Voti     | %        |
| ----------------------- | -------- | ------- | ------- | ------- | -------- | -------- |
| Christiana Kalogirou    | ND       | 30.808  | 30,61   | 13      | 41.265   | 55,30    |
| Konstantinos Moutzouris | -        | 24.515  | 24,35   | 10      | 33.353   | 44,70    |
| Panagiotis Christofas   | KINAL    | 19.768  | 19,64   | 8       |          |          |
| Stavros Tassos          | KKE      | 10.597  | 10,53   | 4       |          |          |
| Ioannis Spilanis        | SYRIZA   | 10.436  | 10,37   | 4       |          |          |
| Efstratios Georgoulas   | LAE      | 2.901   | 2,88    | 1       |          |          |
| Nikolaos Manavis        | ANTARSYA | 1.634   | 1,62    | 1       |          |          |
| Totale                  | Totale   | 100.659 |         | 41      | 74.618   |          |

### Egeo Meridionale
| Candidato             | Partiti        | Voti    | %     | Seggi |
| --------------------- | -------------- | ------- | ----- | ----- |
| Georgios Chatzimarkos | ND             | 91.177  | 53,71 | 27    |
| Emmanouil Glynos      | SYRIZA - KINAL | 57.070  | 33,62 | 17    |
| Ioannis Ntouniadakis  | KKE            | 9.853   | 5,80  | 3     |
| Charalampos Kokkinos  | -              | 6.340   | 3,73  | 2     |
| Nikolaos Attitis      | XA             | 5.327   | 3,14  | 2     |
| Totale                | Totale         | 169.767 |       | 51    |

### Creta
| Candidato                 | Partiti        | Voti    | %     | Seggi |
| ------------------------- | -------------- | ------- | ----- | ----- |
| Stavros Arnaoutakis       | KINAL - SYRIZA | 202.802 | 60,82 | 31    |
| Alexandros Markogiannakis | ND             | 88.448  | 26,52 | 14    |
| Emmanouil Syntychakis     | KKE            | 21.164  | 6,35  | 3     |
| Michail Kritsotakis       | LAE            | 7.386   | 2,21  | 1     |
| Georgios Spyropoulos      | XA             | 6.922   | 2,08  | 1     |
| Georgios Piagkalakis      | ANTARSYA       | 6.751   | 2,02  | 1     |
| Totale                    | Totale         | 333.473 |       | 51    |